# Lenguas salishanas
Las lenguas salish son un grupo de lenguas amerindias habladas en el suroeste de Canadá y noroeste de los EE. UU., en la costa del Pacífico y el interior, en los estados de Washington, Idaho y noroeste de Montana. Su nombre deriva de salst (hombre). Se caracterizan por ser lenguas aglutinantes.

## Clasificación interna
La familia salish consta de 23 lenguas, que no siempre se corresponden con la división tribal, ya que algunas tribus hablan dialectos diferentes, como los de la isla Squaxin o los tulalip. 
I. Bella Coola
1. Nuxálk (también Bella Coola, Salmon River) 20 hablantes (2002)
- Kimsquit
- Bella Coola
- Kwatna
- Tallheo

II. Salish de la Costa
A. Salish de la Costa Central (también Central Salish)
2. Comox 400 (1983)
- Comox (també Q’ómox̣ʷs)
- Sliammon (Homalco-Klahoose-Sliammon) (també ʔayʔaǰúθəm)

3. Halkomelem 225 (2002)
Island (también Hul’q̱’umi’num’, həl̕q̓əmín̓əm̓)
- Cowichan
- Nanaimo

Downriver (también Hunq’umʔiʔnumʔ)
- Katzie
- Kwantlen
- Musqueam

Upriver (también Upper Stalo, Halq’əméyləm)
- Chehalis
- Chilliwack
- Tait

4. Lushootseed (también Puget Salish, Skagit-Nisqually, Dxʷləšúcid) 60 (1990)
Northern
- Skagit (también Skaǰət)
- Snohomish (también Sduhubš)

Southern
- Duwamish-Suquamish (también Dxʷduʔabš)
- Puyallup (también Spuyaləpubš)
- Nisqually (también Sqʷaliʔabš)

5. Nooksack (también ɬə́čələsəm, ɬə́čælosəm) (†)
6. Pentlatch (también Pənƛ̕áč) (†)
7. Sechelt (también Seshelt, Shashishalhem, šášíšáɬəm) 40 (1990)
8. Squamish (también Sqwxwu7mish, Sḵwx̱wú7mesh, sqʷx̣ʷúʔməš) 15 (2002)
i. Straits Salish group (también Straits)
9. Klallam (también Clallam, Nəxʷsƛ̕áy̓emúcən) 100 (1980); 10 (1997)
- Becher Bay
- Eastern
- Western

10. Estrechos del Norte (también Straits) 20 (2002)
- Lummi (también Xwlemi’chosen, xʷləmiʔčósən) (†)
- Saanich (también SENĆOŦEN, sənčáθən, sénəčqən)
- Samish (también Siʔneməš)
- Semaihmoo (también Tah-tu-lo) (†)
- Sooke (también T’sou-ke, c̓awk) (†)
- Songhees (también Lək̓ʷəŋín̓əŋ) (†)

11. Twana (también Skokomish, Sqʷuqʷúʔbəšq, Tuwáduqutšad) (†)
- Quilcene
- Skokomish (también Sqʷuqʷúʔbəšq)

B. Tsamosano (también Olympic peninsula)
i. Interior
12. Cowlitz 110 (2010) (también Lower Cowlitz, Sƛ̕púlmš)
13. Upper Chehalis (también Q̉ʷay̓áyiɬq̉) (†)
- Oakville Chehalis
- Satsop
- Tenino Chehalis

ii. Marítimo
14. Lower Chehalis (también ɬəw̓ál̕məš) (†)
- Humptulips
- Westport-Shoalwater
- Wynoochee

15. Quinault (también Kʷínayɬ) (†)
- Queets
- Quinault

C. Tillamook
16. Tillamook (también Hutyéyu) (†)
Siletz
- Siletz

Tillamook
- Garibaldi-Nestucca
- Nehalem

III. Salish del Interior
A. Septentrional
17. Shuswap (también Secwepemctsín, səxwəpməxcín) 1.255 (2001); 500 -750 (2002)
Eastern
- Kinbasket
- Shuswap Lake

Western
- Canim Lake
- Chu Chua
- Deadman's Creek-Kamloops
- Fraser River
- Pavilion-Bonaparte

18. St’at’imcets (también Lillooet, Lilloet, St'át'imcets) 200 (2002)
- Lillooet-Fountain
- Mount Currie-Douglas

19. Salish del Río Thompson (también Nlaka’pamux, Ntlakapmuk, nɬeʔkepmxcín, Thompson River, Thompson Salish, Thompson, conocidos en tiempos de la frontera como Klackarpun, Couteau o Knife Indians) 720 (2001)
- Lytton
- Nicola Valley
- Spuzzum-Boston Bar
- Thompson Canyon

B. Meridional
20. Coeur d’Alene (también Snchitsu’umshtsn, snčícuʔumšcn) 5 (1999)
21. Columbian (también Columbia, Nxaʔamxcín) 75 (1990)
- Chelan
- Entiat
- Moses Columbia
- Wenatchee (también Pesquous)

22. Colville-Okanagan (también Okanagan, Nsilxcín, Nsíylxcən, ta nukunaqínxcən) 510 (2000)
Septentrional
- Jefe de los lagos
- Penticton
- Similkameen
- Vernon

Meridional
- Lakes-Colville-Inchelium
- Methow
- San Poil-Nespelem
- Southern Okanogan

23. Spokane-Kalispel-Flathead (también Kalispel) 1.000 (1980); 124 (2000-2004)
- Flathead (también Séliš)
- Kalispel (también Qalispé)

- Chewelah
- Kalispel
- Pend d’Oreille

- Spokane (también Npoqínišcn)

## Descripción lingüística

### Fonología
Las lenguas salish admiten grupos consonánticos de enorme complejidad entre los cuales no hay ninguna sonorante. El análisis convencional en sílabas presenta algunas dificultades en varias de estas lenguas. Algunos ejemplos de palabras largas en estas lenguas son:
sčkʷkʼkʷƛus.tn 'ojos pequeños' (spokane, salish de Montana)
xłp̓x̣ʷłtłpłłskʷc̓ [xɬpʼχʷɬtʰɬpʰɬːskʷʰts͡ʼ] 'ha tenido en su poder una planta de cornejo (Cornus canadensis)' (bella coola)
El inventario consonántico del proto-salish viene dado por:
|                         |                      | Labial | Coronal | Coronal | Coronal | Palatal | Velar | Velar | Uvular | Uvular | glotal |
| ----------------------- | -------------------- | ------ | ------- | ------- | ------- | ------- | ----- | ----- | ------ | ------ | ------ |
| obstruyente no-continua | simple               | *p     | *t      | *c      |         |         | *k    | *kʷ   | *q     | *qʷ    |        |
| obstruyente no-continua | glotalizada          | *pʼ    | *tʼ     | *cʼ     | *ƛ̕      |         | *kʼ   | *kʼʷ  | *qʼ    | *qʼʷ   | *ʔ     |
| obstruyente continua    | obstruyente continua |        | *s      | *s      | *ɬ      |         | *x    | *xʷ   | *χ     | *χʷ    | *h     |
| Sonante                 | simple               | *m     | *n      |         | *l      | *y      | *ɣ    | *w    | *ʕ     | *ʕʷ    |        |
| Sonante                 | glotalizada          | *mʼ    | *nʼ     |         | *lʼ     | *yʼ     | *ɣʼ   | *wʼ   | *ʕʼ    | *ʕʼʷ   |        |
Debe tenerse en cuenta que en el cuadro anterior se han empleado signos alfabeto fonético americanista que en algunos casos difiere del alfabeto fonético internacional y las siguientes convenciones:
- Los símbolos /*c, *cʼ, *ƛ̕/ denotan africadas (= AFI [ʦ, ʦʼ, tɬ͡ʼ])
- Los signos /*y, ɣ, ʕ*/ (y sus correspondientes glotalizadas) denotan aproximantes (= AFI [j, ɰ, ʕ])

### Comparación léxica
Los numerales para diferentes lenguas salish son:
| GLOSA | Bella Cula (Nuxálk) | PROTO-SAL. DE LA COSTA | PROTO-SAL. DEL INTERIOR | PROTO- SALISH |
| ----- | ------------------- | ---------------------- | ----------------------- | ------------- |
| '1'   | smaw                | *n(ə)čʼúʔ              | *nkʼúʔ                  | *n(a)kʼuʔ     |
| '2'   | ɬnus                | *ʔəsáli                | *(ʔe)sáli               | *ʔəsali       |
| '3'   | ʔasmus              | *čaɬas / *ɬíxʷ-        | *kaʔɬás~ *čaʔɬás        | *kaʔɬas       |
| '4'   | mus                 | *mus                   | *mús                    | *mus          |
| '5'   | cʼixʷ               | *ci- / *ɬqʼačis        | *cíl-kst                | *cil(-ak-ist) |
| '6'   | tʼx̩ʷuɬ              | *tʼəχm                 | *tʼəqʼm-                | *tʼəχ(m)      |
| '7'   | nus(ʔ)aɬkɬm         | *cʼúʔkʷ(i)s            | *cʼu(p)ɬkʼ              | *cʼuʔ         |
| '8'   | kʼiɬnus (10-2)      | *tqačiʔ                |                         | *tqačiʔ       |
| '9'   | kʼismaw (10-1)      | *tə́wixʷ                | *təwixʷ                 | *təwixʷ       |
| '10'  | cʼklakt             | *ʔúpən                 | *ʔu-pan-kst             | *(ʔu)pan      |

### Enlaces
- Bibliografía de Materiales en lenguas salish (YDLI)
- University of Montana Occasional Papers in Linguistics (UMOPL) (Lenguas nativas del Noroeste)
- Coast Salish Culture: an Outline Bibliography
- Colecciones de Salish de la Costa
- International Conference on Salish and Neighboring Languages
- The Salishan Studies List (Linguist List)
- Okanagan language resources (includes sound files)
- Native Peoples, Plants & Animals: Halkomelem
- Saanich (Timothy Montler's site)
- Klallam (Timothy Montler's site)
- Bibliografía de Lingüística de la Costa Noroeste
- Clasificación Etnológica de los Salish

- Datos: Q33985